# Архиепархия Тира (маронитская)
Архиепархия Тира (лат. Archieparchia Tyrensis Maronitarum) — архиепархия Маронитской католической церкви с центром в городе Тир, Ливан.

## История
С XVI века существовала епархия Сидона, в которую входил город Тир. После Синода Горного Ливана 1736 года была создана епархия Тира, имевшая общую кафедру с епархией Сидона. C 1819 по 1837 год епархия Сидона-Тира была собственной епархией антиохийского патриархата. В 1838 году епархия Тира стала самостоятельной церковной структурой.
В 1965 года епархия Тира была возведена в ранг архиепархии.
8 июня 1996 года архиепархия Тира передала часть своей территории для образования архиепархии Хайфы и Святой Земли.

## Ординарии архиепархии
- епископ Игнатий (1736—1746);
- епископ Михаил Фадель (1762—1786) — выбран архиепископом Бейрута;
- епископ Симон Зевайн (упоминается в 1823 году) — патриарший викарий;
- епископ Абдалла Бостани (упоминается в 1837 году) — патриарший викарий;
- епископ Пётр Бостани (5.10.1866 — 15.11.1899);
- епископ Павел Басбус (25.09.1900 — ?);
- епископ Хекралла Хури C.M.L.[1] (31.01.1906 — 11.02.1934);
- епископ Булос Меуши (19.04.1934 — 25.05.1955) — выбран антиохийским патриархом;
- епископ Михаил Думит (21.04.1956 — 11.12.1959) — выбран епископом Сарбы;
- архиепископ Иосиф Хури (11.12.1959 — 5.02.1992);
- архиепископ Марон Хури Садер (1.06.1992 — 25.09.2003);
- архиепископ Хукралла-Набиль эль-Хаге (25.09.2003 — по настоящее время).

## Источник
- Annuario Pontificio, Libreria Editrice Vaticana, Città del Vaticano, 2003, ISBN 88-209-7422-3